# Флорида (Куба)
Флорида  (шп. Florida) је град на Куби у покрајини Камагеј. Према процени из 2011. у граду је живело 58.870 становника.

## Становништво
Према процени, у граду је 2011. живело 58.870 становника.
| 1991.  | 2011.  |
| ------ | ------ |
| 51.827 | 58.870 |